# Федеральний президент Республіки Австрія
Федеральний президент Республіки Австрія (нім. Bundespräsident der Republik Österreich) — голова Австрійської Республіки. Хоча юридично Конституція наділяє його великою владою, на практиці президент є переважно церемоніальною та символічною фігурою.
Офіс президента було засновано в 1920 році після розпаду Австро-Угорської імперії та монархії Габсбургів у 1918 році. Як глава держави, президент змінив голову Установчих зборів, постмонархічного тимчасового законодавчого органу. Спочатку він мав обиратися безпосередньо австрійським народом шляхом загального голосування кожні шість років, натомість до 1951 року президент призначався законодавчими Федеральними зборами, допоки Теодор Кернер став першим всенародно обраним президентом. З моменту запровадження всенародного голосування лише висуванці Соціал-демократичної та Народної партій були обрані президентами, за винятком чинного Президента Александера ван дер Беллена з партії Зелених.
Президент призначає канцлера, віцеканцлера, міністрів, державних секретарів і суддів Верховного суду. Президент також може в будь-який час усунути канцлера та Кабмін. Крім того, президент підписує закони та має право розпускати Національну раду та Ландтаг, підписувати договори з іноземними державами, видавати надзвичайні укази та командувати Збройними силами. Однак більшість із цих президентських повноважень ніколи не застосовувалися. Крім того, президент займає перше місце за порядком старшинства в Австрії, попереду президії Національної ради та канцлера.
Головною резиденцією та робочим місцем президента є Леопольдинське крило імператорського палацу Гофбург, розташоване у Відні.

## Історія

### Передумова

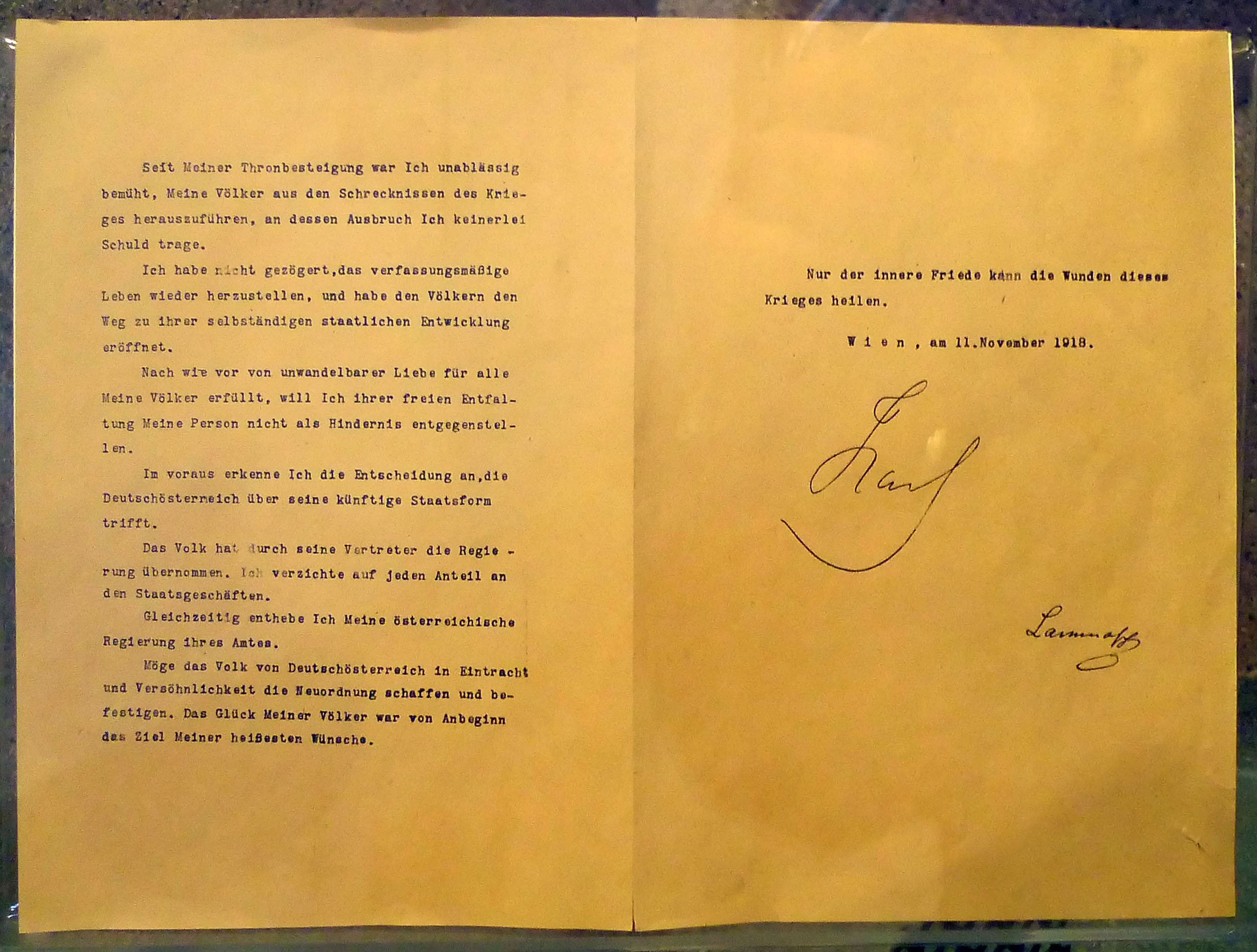
«Прокламація зречення» імператора Карла I

До розпаду багатонаціональної Австро-Угорської імперії наприкінці Першої світової війни те, що зараз є Австрійською Республікою, було частиною монархії з імператором як главою держави та головою виконавчої влади. Імперія почала розпадатися наприкінці 1917 року і згодом перетворилася на низку незалежних окремих держав.
Оскільки імператор став практично безправним, члени нижньої палати Імперської ради, які представляли Цислейтанію, етнічно німецькі провінції імперії, 21 жовтня 1918 року зібрали Тимчасові народні збори. Тоді було призначено трьох рівноправних голів, одним із яких був Карл Зейц, а також засновано Державну раду для управління виконавчою владою країни.
11 листопада імператор Карл I розпустив імператорський кабінет і офіційно відмовився від будь-якої участі в урядових справах, але не зрікся престолу, розглядаючи цей крок лише як тимчасову перерву від свого правління. Однак наступного дня Національні збори проголосили Німецько-Австрійську Республіку, таким чином фактично поклавши край монархії. Державна рада прийняла на себе інші повноваження та обов'язки імператора того дня, тоді як три голови асамблеї — як голови Державної ради — стали колективним главою держави.

### Створення
4 березня 1919 року Установчі національні збори, перший парламент, який обирався загальним голосуванням, зібрались і призначили Карла Зейца своїм головою днем пізніше. Національна асамблея розпустила Державну раду 15 березня — отже, Зейц став одноосібним главою держави — і того ж року розпочала розробку нової Конституції. Християнсько-соціальна партія виступала за створення президентської влади з широкими виконавчими повноваженнями, подібними до повноважень президента Веймарської республіки. Проте Соціал-демократична робітнича партія, побоюючись, що такий президент стане «замінним імператором», виступила за повернення до президії парламенту, яка діятиме як колективний глава держави. Зрештою творці Конституції обрали президентську владу, яка є окремою від законодавчої влади, але не має навіть номінальної влади.
1 жовтня Федеральний конституційний закон, центральний елемент нової Конституції, був ратифікований Національною асамблеєю, а 10 листопада він набув чинності, зробивши Зейца фактично президентом Австрії. Нова Конституція встановила, що президент обирається Федеральними зборами, спільним засіданням обох палат нині двопалатного парламенту. 9 грудня 1920 року Федеральні збори обрали Міхаеля Гайніша першим президентом Австрії.

### Перша республіка

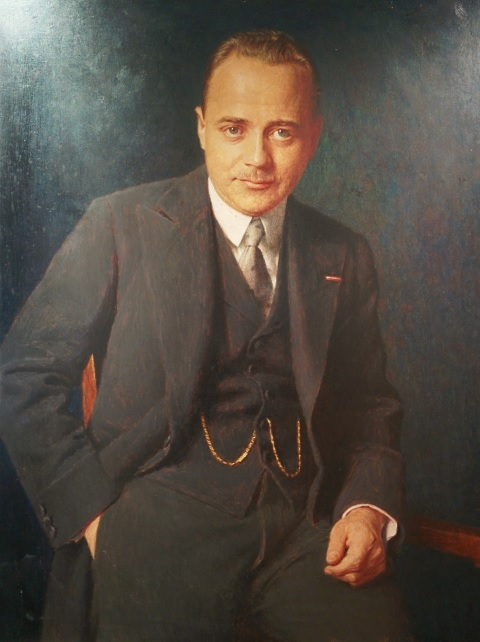
Канцлер Енгельберт Дольфус зіграв ключову роль в історії фашизму (1934)

Парламентська система, встановлена новою Конституцією, була вкрай непопулярною серед населення країни. Це призвело до різкого зростання підтримки авторитарного та воєнізованого руху Хаймвер (нім. Heimwehr), який віддавав перевагу системі, що надає значно більше повноважень президенту. 7 грудня 1929 року під зростаючим тиском Геймверу до Конституції було внесено поправки, які надали президенту повну виконавчу та законодавчу владу. Хоча більшість цих повноважень мали здійснюватися через міністрів, на папері президент тепер мав повноваження, еквівалентні повноваженням президентів у президентських системах. Він також закликав до обрання посади шляхом всенародного голосування та подовжив термін повноважень президента до шести років. Перші вибори були призначені на 1934 рік. Однак через фінансові наслідки Великої депресії всі партії погодилися зупинити вибори на користь переобрання Вільгельма Мікласа Федеральними зборами.
Через три роки Енгельберт Дольфус і Вітчизняний фронт повністю знищили австрійський парламентаризм, офіційно анулювавши Конституцію 1 травня 1934 року. На зміну їй прийшла авторитарна та корпоративна система правління, яка зосередила владу в руках канцлера, а не Президента. Мікласа позбавили повноважень, які він отримав у 1929 році, але його все одно залишили діяти як номінальний керівник заради інституційної спадкоємності. Однак він зовсім немав повноважень; під час кризи аншлюсу він чинив один із найжорсткіших опорів вимогам нацистів. Технічно він залишався на посаді до 13 березня 1938 року, коли Австрія була анексована нацистською Німеччиною. Таким чином країна втратила свій суверенітет.
Коли Австрія була відновлена як незалежна держава 27 квітня 1945 року, партійні лідери, які сформували тимчасовий уряд, вирішивши не створювати нову Конституцію, відновили Конституцію 1920 року з поправками 1929 року. Незважаючи на те, що ця редакція все ще була дещо суперечливою на той момент, вона стала частиною конституційної системи Австрії, надаючи їй принаймні деяку вкрай необхідну форму демократичної легітимності. Лідери партії також побоювалися, що тривала дискусія може спровокувати Червону армію, яка тоді контролювала Відень, запровадити в країні комуністичний лад. Таким чином Конституція, яка вступила в силу 1 травня, все ще містила положення про всенародне обрання президента. У листопаді 1945 року на парламентських виборах Федеральна асамблея тимчасово призупинила це положення та призначила Карла Реннера президентом Австрії з 20 грудня. Це рішення було вмотивовано головним чином відсутністю грошей. Починаючи з обрання Реннера Теодора Кернера в 1951 році, усі президенти фактично обиралися народом.

### Друга республіка
Після відновлення республіки президенти почали відігравати дедалі пасивнішу роль у повсякденній політиці та майже ніколи не потрапляти в центр уваги преси, за винятком президентських виборів і політичних потрясінь. Помітним винятком був Курт Вальдгайм, який став предметом внутрішніх і міжнародних суперечок через його службу в збройних силах нацистської Німеччини та воєнізованому крилі нацистської партії, що привернула широку увагу громадськості. Іншим винятком був Томас Клестіль, який намагався взяти на себе набагато активнішу політичну роль; він закликав велику коаліцію залишитися при владі та вимагав представляти Австрію в Європейській Раді, але зрештою він зазнав невдачі. Александер Ван дер Беллен (з Партії Зелених) став першим президентом, який не був пов'язаний із жодною з двох домінуючих партій — Соціал-демократичною та Народною партіями — і першим президентом, який відправив у відставку канцлера, а також цілий Кабінет міністрів.

## Вибори

### Процедура
Президент Австрії обирається всенародним голосуванням строком на шість років і обмежується двома термінами поспіль. Голосування відкрите для всіх людей, які мають право голосу на загальних парламентських виборах, що на практиці означає, що виборче право є загальним для всіх громадян Австрії старше шістнадцяти років, які не були засуджені на позбавлення волі на строк більше одного року (незважаючи на це, вони знову отримують право голосу через шість місяців після звільнення з в'язниці).
До 1 жовтня 2011 року, за винятком членів будь-яких правлячих або колишніх правлячих династичних домів (запобіжний захід проти монархічної підривної діяльності, спрямований насамперед на членів дому Габсбургів), кожен, хто має право голосу на виборах до Національної ради та за віком не менше 35 років, має право бути президентом. Виключення правлячих або колишніх правлячих династій було скасовано в рамках поправки до закону про право голосу (нім. Wahlrechtsänderungsgesetz 2011) у 2011 році завдяки ініціативі Ульріха Габсбурга-Лотрингського.
Президент обирається за двотуровою системою. Це означає, що якщо жоден кандидат не отримує абсолютну більшість (тобто більше 50 %) голосів, поданих у першому турі, то відбувається повторне голосування, в якому можуть балотуватися лише ті два кандидати, які отримали найбільшу кількість голосів під час першого туру. Проте конституція також передбачає, що група, яка висуває одного з цих двох кандидатів, може натомість висунути альтернативного кандидата в другому турі. Якщо на президентських виборах балотується лише один кандидат, електорат має можливість проголосувати або за нього, або відхилити кандидата на референдумі.
Перебуваючи на посаді, президент не може належати до виборного органу чи займати будь-яку іншу посаду.

### Присяга
Стаття 62 Конституції Австрії передбачає, що президент повинен принести наступну присягу або підтвердити свою посаду в присутності Федеральних зборів (хоча додавання релігійних переконань допустимо):
Я урочисто присягаю сумлінно дотримуватися Конституції та всіх законів Республіки та виконувати свій обов'язок у міру моїх знань і сумління.

## Повноваження та обов'язки
Президентство, а також його повноваження та обов'язки встановлені Федеральним конституційним законом, тоді як певні додаткові повноваження можуть бути створені статутним законом, судовим тлумаченням, конвенцією чи прецедентом.

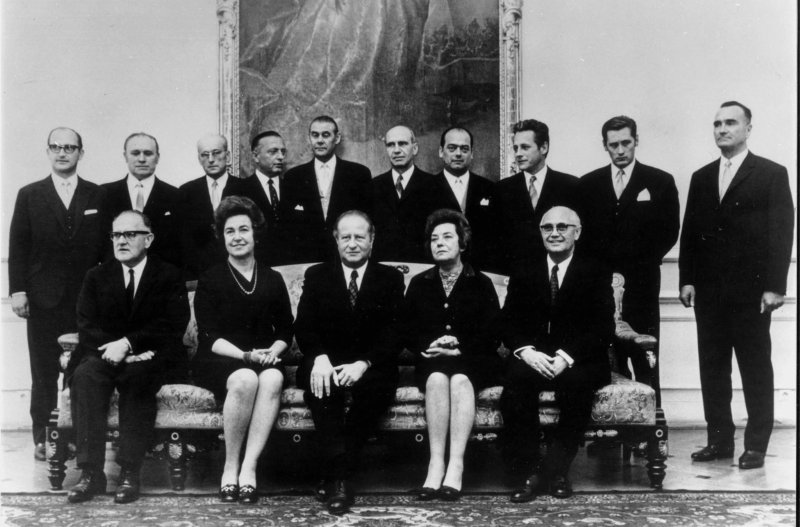
Кабінет міністрів Крайського I, з канцлером Бруно Крайським, який сидить у центрі футона, і президентом Рудольфом Кірхшлегером, що стоїть за ним (справа в центрі)

### Виконавча роль

#### Призначення Кабінету Міністрів
Президент призначає канцлера, віцеканцлера та міністрів, які разом утворюють кабінет міністрів Австрії.
Нова Національна рада, потужна нижня палата парламенту, обирається принаймні кожні п'ять років загальним голосуванням. Після таких виборів президент традиційно доручає кандидату в канцлери від партії, яка отримала або абсолютну більшість, або більшість місць, сформувати новий кабінет. Теоретично президент міг призначити будь-якого повнолітнього громадянина (з деякими незначними обмеженнями) канцлером Австрії. Однак Національна рада може в будь-який момент висловити недовіру канцлеру, міністру або всьому Кабінету міністрів, таким чином суттєво обмежуючи фактичні можливості президента.
Якщо партія-переможець не отримала абсолютної більшості, лідер партії-переможця шукатиме молодшого партнера по коаліції, щоб створити політично стабільний Кабінет міністрів, який заручиться підтримкою Національної ради. Цей процес розпочнеться серією досить коротких «дослідницьких обговорень» (нім. Sondierungsgespräche) з усіма сторонами, які зазвичай тривають кілька тижнів. Протягом цього часу лідер партії-переможця зазвичай шукатиме угоди з партією, яка вимагає найменше міністерських постів і найбільше готова йти на компроміс. Після того, як його буде визначено, лідер партії-переможця згодом вступить у більш серйозні та всебічні «коаліційні переговори» (нім. Koalitionsverhandlungen) з цією стороною, що зазвичай триває кілька місяців. Під час коаліційних переговорів обидві сторони переважно розробляють порядок денний кабінету (нім. Regierungsprogramm), коаліційний договір (нім. Koalitionsvertrag) і список міністрів (нім. Ministerliste), який визначає склад кабінету. Лідер партії молодшої коаліції зазвичай претендує на посаду віцеканцлера та додаткову посаду міністра.
Після завершення переговорів лідер партії-переможця подає список міністрів президенту, який може як прийняти, так і відхилити його. Якщо президент погодиться, новий кабінет буде призначено та офіційно складено присягу на церемонії інавгурації приблизно через тиждень. Якщо президент відхиляє список, є кілька різних варіантів подальших дій; президент просить переможця переписати список та/або виключити певних кандидатів, доручає комусь іншому відповідальність за формування кабінету міністрів або призначає нові вибори.
На практиці рідко коли президент відхиляє список міністрів. Було лише три випадки, коли президент відмовився призначити кандидата в Кабмін. Карл Реннер відмовився повторно призначити міністра, підозрюваного в корупції, Теодор Кьорнер відхилив заклик канцлера Леопольда Фіґля призначити кабінет за участю ультраправої Федерації Незалежних, а Томас Клестіль відмовився призначити кандидата на посаду міністра, причетного до кримінальної діяльності та частих екстремістських та ксенофобських заяв.

#### Відставка Кабміну
Президент може звільнити канцлера або весь Кабінет міністрів у будь-який час, наприклад, за бажанням. Однак окремі члени кабінету можуть бути звільнені президентом лише за порадою канцлера. Досі жодного разу не відбулося звільнення цілого Кабміну проти його волі. Президент Вільгельм Міклас не скористався цією владою, коли канцлер Енгельберт Дольфус скасував Конституцію для створення диктаторської Федеральної держави Австрія.
Звільнення міністрів проти їхньої волі відбулося лише одного разу, коли канцлер Себастьян Курц попросив президента Александера ван дер Беллена звільнити міністра внутрішніх справ Герберта Кікля. Після справи Ібіса-гейт та ймовірного краху Кабінету Кікль швидко призначив Пітера Голдгрубера, з яким він мав тісні зв'язки, на посаду генерального директора громадської безпеки, що на невизначений термін надало йому прямий оперативний контроль над переважною більшістю Австрійських правоохоронних органів. Президент Александер Ван дер Беллен відмовився погодити призначення Ґолдгрубера — відповідно до конвенції про уникнення призначень на високому рівні під час перехідних періодів — таким чином завадивши йому вступити на посаду.

#### Призначення федеральних і державних чиновників
З офіційної та юридичної точки зору, президент призначає всіх посадових осіб федерального уряду, а не лише членів кабінету та суддів верховних судів. У цей список входять усі військові офіцери й солдати, усі судді, а також усі звичайні чиновники й бюрократи. Однак на практиці це повноваження призначення делеговано міністрам та їхнім підлеглим, хоча найвищі посадові особи уряду завжди призначаються особисто президентом.
Оскільки губернатори земель є не лише керівниками виконавчої влади відповідної землі, але й головними представниками федерального уряду на цій землі, президент приносить присягу всім губернаторам після їх обрання парламентом землі.

### Законодавча роль

#### Підписання законопроєктів
Як держнотаріус Австрії, президент підписує законопроєкти, які стають законами. Підписання законопроєктів є конституційним обов'язком президента, а не дискреційним повноваженням; це не можна порівняти з президентським вето у Сполучених Штатах чи Королівським дозволом у Сполученому Королівстві. Як державний нотаріус, президент ретельно перевіряє конституційність законотворчого процесу, розпочатого для прийняття законодавчого акта. Якщо президент визнає, що законопроєкт був складений неконституційним шляхом, він змушений відмовити в його підписанні, що скасовує законодавчий акт. Усі законопроєкти на федеральному рівні, незалежно від того, чи торкаються вони законодавства мають бути підписані президентом, щоб набрати чинність.
Президент зазвичай не перевіряє, чи прийнятий статут відповідає конституційному праву; що підлягає розгляду Конституційного Суду після того, як закон набуде чинності та буде оскаржено в судовому порядку. Судові тлумачення щодо міри контролю цієї президентської відповідальності завжди відрізнялися, дехто стверджував, що президент може відмовити в підписанні, якщо положення прийнятого статуту, безсумнівно, є неконституційними. Президент Гайнц Фішер створив для цього прецедент, відмовившись підписати статут, що містить ретроспективні кримінальні положення; це єдиний раз, коли президент відмовив у підписі.
Після внесення законопроєкту до парламенту його має прийняти Національна рада з необхідним кворумом і він має бути схвалений Федеральною радою, щоб стати «діючим». Після введення в дію законопроєкт передається канцлеру, який подає його президенту. Потім президент підписує законопроєкт (якщо він був прийнятий відповідно до конституційних вимог). Канцлер згодом підписує, а потім оприлюднює законопроєкт у федеральному законодавчому бюлетені, що зрештою надає йому чинності.
Якщо президент відмовляється підписати будь-який або окремий законопроєкт, який не є очевидним або прямим порушенням Конституції, Федеральні збори можуть оголосити йому імпічмент у Конституційному суді, а потім усунути його з посади через засудження за невиконання своїх конституційних обов'язків.

#### Розпуск Національної ради
Президент може розпустити Національну раду за поданням Кабінету міністрів, але лише один раз із тієї ж причини. Правові наслідки розпуску Національної ради президентом відрізняються від наслідків саморозпуску парламенту. Якщо президент припиняє законодавчий період, Національна рада негайно розпускається і, таким чином, стає недієздатною. Проте постійний підкомітет головного комітету Національної ради залишається надзвичайним органом до скликання новообраної Національної ради. До цього президент може видавати надзвичайні укази на прохання Кабінету міністрів і за згодою постійного підкомітету головного комітету. У разі саморозпуску стара Національна рада продовжує засідання до обрання нової.
Поки що лише президент Вільгельм Міклас скористався цим повноваженням після того, як Християнсько-соціальна партія втратила свого коаліційного партнера і, таким чином, більшість у парламенті.

#### Розпуск глав земель
Президент може розпустити ландтаг кожної землі на прохання кабінету міністрів і за згодою Федеральної ради. Однак президент може зробити це лише один раз із тієї ж причини; як і з розпуском Національної ради. Федеральна рада має погодитися на розпуск двома третинами голосів. Делегація землі, парламент якої розпускається, не може брати участь у голосуванні.
Розпуск парламенту землі розглядається як посягання на федералізм, оскільки національний уряд безпосередньо втручається у справи землі. Як і у випадку з розпуском Національної ради президентом, розпущений парламент вважається недієздатним до нових виборів. Це повноваження ще ніколи не застосовував жоден президент.

#### Управління указами
Президент уповноважений керувати надзвичайним указом під час кризи. У Конституції написано наступне:
Щоб запобігти непоправній шкоді широкій громадськості, у той час, коли Національна рада не засідає і не може бути скликана вчасно, на вимогу Кабінету та за згодою Постійного підкомітету Головного комітету Національної Ради, президент уповноважений приймати тимчасові постанови, які мають силу закону.
Такі надзвичайні укази не впливають на Конституцію, яка в основному складається з Федерального конституційного закону та Основних прав людини, а також на будь-які інші важливі законодавчі положення. Як тільки Нацрада знову засідає, вона має негайно затвердити чи скасувати чинні надзвичайні постанови. Повноваження керувати такими указами ще ніколи не застосовувалося.

### Судова роль

#### Офіцер Конституційного Суду
Президенту доручається забезпечення виконання рішень Конституційного Суду, якщо таке виконання не доручене звичайним судам. Запит про примусове виконання подається президенту самим Судом. Конституція надає президенту широкі правозастосовні повноваження. Правозастосовна юрисдикція може охоплювати державні та федеральні органи влади (це включає збройні сили та правоохоронні органи), а також земель чи республіки в цілому. Володіючи примусовими правами, президент отримує безпосередній оперативний контроль над відповідними органами влади. Якщо це стосується земельного органу влади або республіки в цілому, президент не потребує контрасигнації.

#### Призначення суддів
Президент призначає голову, віцеголову, шість інших суддів і трьох заступників суддів Конституційного суду за поданням Кабміну; крім того, президент призначає трьох суддів і двох заступників за поданням Національної ради та трьох суддів і одного заступника за поданням Федеральної ради. Президент також призначає голову, двох віцеголів, 14 головуючих суддів і ще 43 судді Верховного суду; а також голову, віцеголову, головуючих суддів та інших суддів Вищого адміністративного суду за призначенням Кабміну.

### Дипломатична роль
Президент є головним дипломатом Австрії і може вести переговори та підписувати договори з іноземними державами; деякі договори вимагають згоди Національної ради.
Коли Австрія приєдналася до Європейського Союзу, президент Томас Клестіль і канцлер Франц Враніцкі не дійшли згоди щодо того, хто представлятиме Австрію в Європейській Раді. Зрештою, головним чином через юридичні та практичні причини в суперечці переміг канцлер. Однак президент Клестіль стверджував, що він лише делегував ці повноваження представництва канцлеру.

### Військова роль
Президент є головнокомандувачем збройних сил Австрії. Хоча немає чіткого юридичного консенсусу щодо точного конституційного значення та обсягу цих повноважень, більшість вчених-юристів вважають, що як президент може здійснювати повне оперативне керівництво Збройними Силами.
Стаття 80 Конституції визначає порядок управління військами. Пункт 1 цієї статті зазначає, що «президент має вищу владу над збройними силами», пункт 2, що «якщо не президент несе повноваження щодо розпорядження, то [міністр оборони] має повноваження щодо розпорядження в межах сфери відповідальності, визначеної Кабінетом Міністрів.», а також пункт 3 про те, що «командування військовими покладається на [міністра оборони]».
Конституція розрізняє три різні типи військової влади: «командна влада» (нім. Befehlsgewalt), повноваження видавати усні чи письмові директиви; «розпорядчий орган» (нім. Verfügungsgewalt), повноваження визначати організацію, завдання та місії Збройних Сил або окремих військових частин; і «вища влада» (нім. Oberbefehl). Остання, згідно зі Статтею 1 у Конституції, наділяє повноваженнями президента, що є особливо неоднозначним і непереконливим.
Оскільки жоден президент ніколи не користувався цією владою, прецедентів не було створено. Повсякденними військовими операціями керує міністр оборони, який вважається де-факто головнокомандуючим, тоді як оборонна політика та ключові рішення приймаються Кабінетом міністрів у цілому.
Як головнокомандувач, президент є правонаступником імператора Австрії як верховного головнокомандувача австро-угорськими військовими. Після краху Габсбурзької монархії Головний комітет новоствореної Національної ради став головним керівним органом збройних сил країни. У 1929 році Християнсько-соціальна партія передала вищу військову владу від Головного комітету до президента.

### Церемоніальна роль
Президент має різноманітні додаткові повноваження та обов'язки, які зазвичай покладаються на глав держав. До них відносяться, наприклад, створення і присвоєння почесних і професійних звань, принципово безглузде право узаконення позашлюбних дітей за бажанням їхніх батьків. Іншими повноваженнями є Промоція під патронатом Президента Республіки (лат. Promotio sub auspiciis Praesidentis rei publicae) — це золотого персня, що служить як найвища можлива відзнака та прикраса для докторантів з найбільш незвичайними повноваженнями. Крім того, президент уповноважений скасовувати кримінальні справи («право на скасування»), а також надавати помилування та змінювати покарання. Згідно з прецедентною практикою Конституційного суду, президентське помилування не тільки скасовує вирок, але й скасовує судимість.

## Посада

### Імунітет
Президент користується повним суверенним імунітетом від будь-якого виду офіційного переслідування, включаючи цивільний позов і кримінальне переслідування. Президент може бути притягнутий до кримінальної відповідальності лише за чіткої згоди Федеральних зборів. Якщо державний орган має намір притягнути президента до кримінальної відповідальності, він повинен передати запит про екстрадицію до Національної ради. Якщо Національна рада схвалить, канцлер повинен скликати Федеральні збори, які потім ухвалять рішення щодо запиту про екстрадицію.

### Звільнення
Звичайним способом усунення чинного президента з посади була б масована опозиція населення. Оскільки президент обирається народом, народ також має право знову усунути президента шляхом референдуму.
Народне усунення починається з акту Національної ради про скликання Федеральних зборів. Така постанова Національної ради приймається більшістю голосів, тобто для неї потрібен такий же кворум, як і для внесення змін до конституційного закону; присутності не менше половини членів Національної ради та успішного голосування двома третинами. У разі ухвалення президент автоматично втрачає можливість «надалі виконувати повноваження та обов'язки президента» і, таким чином, позбавляється всіх повноважень, а канцлер, у свою чергу, зобов'язаний негайно скликати сесію Федеральних зборів. Після скликання Федеральні збори розглядають запит Національної ради щодо проведення референдуму та приймають рішення.
Якщо референдум буде проведений і закінчиться успішно, президента звільняють з посади. Проте, якщо він провалиться, Конституція розглядає його як нові законодавчі вибори, що викликає негайний і автоматичний розпуск Національної ради; навіть у такому випадку строк повноважень президента не може перевищувати загалом дванадцяти років.

#### Імпічмент
Федеральні збори можуть оголосити імпічмент президенту в Конституційному суді за порушення конституційного закону. Цей процес ініціюється резолюцією Національної або Федеральної ради. Після ухвалення такої резолюції канцлер зобов'язаний скликати сесію Федеральних зборів, яка потім розглядає питання про імпічмент президента. Для імпічменту президенту необхідна більшість голосів, тобто присутність принаймні половини членів Національної ради та Федеральної ради, а також успішне голосування у дві третини.
Якщо Федеральна асамблея приймає рішення про імпічмент президента, вона виступає  позивачем у Конституційному суді. Якщо суд визнає президента винним у порушенні конституційного права, він автоматично звільняється з посади. І навпаки, якщо суд визнає, що президент вчинив незначне правопорушення, президент залишається на посаді та отримує лише догану.

### Правонаступництво
Конституція Австрії не містить положень про посаду віцепрезидента. Якщо президент стає тимчасово непрацездатним — переносить операцію, тяжко хворіє або відвідує іноземну країну (за винятком держав-членів ЄС) — президентські повноваження та обов'язки переходять до канцлера на період у двадцять днів, але канцлер не стає «виконувачем обов'язків президента» протягом відведеного часу.
Повноваження та обов'язки Президента покладаються на Президію Національної Ради в трьох випадках:
- Вищезазначений двадцятиденний термін закінчується, і в цьому випадку Президія приймає президентські повноваження та обов'язки на двадцять перший день[84][33];
- Посада звільняється, якщо президент помирає на посаді, йде у відставку або звільняється з посади, і в цьому випадку президія негайно бере на себе президентські повноваження та обов'язки;
- Президенту заборонено «подальше виконання повноважень і обов'язків президента», оскільки Національна рада вимагала скликання Федеральних зборів для розгляду всенародного відсторонення президента, і в цьому випадку Президія також негайно бере на себе повноваження та обов'язки президента.

При здійсненні повноважень і обов'язків президента три голови Національної ради, які утворюють Президію, діють колегіально як колегіальний орган. Якщо голоси розподіляються порівну, перевагу має голос вищого за рангом головуючого.

### Платня
Президент отримує 349 398 євро на рік, а канцлер — 311 962 євро на рік. Ця сума є високою, якщо врахувати, що канцлер Німеччини отримує 251 448 євро, президент Франції —179 000 євро, прем'єр-міністр Сполученого Королівства — 169 284 євро, і президент Росії — 125 973 євро, хоча вони є керівниками значно більших країн; зарплату президента Австрії перевершує лише зарплату президента Сполучених Штатів — €370,511.

### Резиденція
Основною резиденцією та робочим місцем президента є крило Леопольдіни в імператорському палаці Гофбург, який розташований у Внутрішньому місті Відня. Леопольдінське крило іноді називають «президентською канцелярією». На практиці президент фактично не проживає в Гофбурзі, бо має свій особистий будинок.
Гофбург — це будівля часів монархії; він був побудований за імператора Священної Римської імперії Леопольда I у XIII столітті. Після падіння монархії та утворення республіки демократичні інституції навмисно трималися на відстані від монархічних установ, тому початковою резиденцією президента стала будівля канцелярії. Однак після сильного бомбардування під час Другої світової війни будівля канцелярії стала непридатною для проживання, і президенту довелося шукати нове житло. Перший президент Другої Республіки Карл Реннер, навмисне обрав крило Леопольдина; оскільки на його створення та історію — зокрема на дизайн інтер'єру — значно вплинула імператриця Марія Терезія, чий профіль був загалом сприятливим серед людей того часу. Пізніше будівлю канцелярії було відновлено, і тепер вона служить резиденцією та робочим місцем канцлера.
Сьогодні на другому та третьому поверхах корпусу Леопольдина розташовані офіси канцелярії президента. Крім Гофбурга, президент має в своєму розпорядженні літню резиденцію — Мисливський будиночок Мюрцстег. Незважаючи на те, що колишній президент Гайнц Фішер пообіцяв продати будівлю під час президентської кампанії, він і його наступник використовували будинок для прийому гостей та іноземних політиків.

### Охорона
Президент захищений кількома спеціальними положеннями кримінального права; з яких найважливішим є § 249 законодавчого Кримінального кодексу:
Будь-хто, хто намагається усунути Президента силою чи небезпечними погрозами або використовує один із цих засобів для примусу чи перешкоди здійсненню його повноважень, частково чи повністю, підлягає позбавленню волі на строк від одного до десяти років.
Крім того, титул федеральний президент (нім. Bundespräsident) не може бути використаний ніким, крім чинного президента, навіть із доповненнями чи у зв'язку з іншими титулами.

## Офіс президента
Офіс президента (нім. Präsidentschaftskanzlei) є виконавчим органом, що діє під безпосереднім керівництвом президента. Він консультує президента щодо виконання президентських повноважень і обов'язків, керує внутрішньою та дипломатичною комунікацією з президентом і керує всіма іншими повсякденними адміністративними операціями, пов'язаними з президентством. Офіс складається з різних клерків, політичних радників, юридичних радників, прессекретарів, а також ад'ютанта президента, військового офісу, формально відповідального за безпеку президента. Офіс Президента знаходиться в Леопольдинському крилі імператорського палацу Гофбург.

## Виноски
1. ↑  Яким зазвичай є лідер партії.